# Hubbo socken
Hubbo socken i Västmanland ingick i Siende härad, uppgick 1967 i Västerås stad och området ingår sedan 1971 i Västerås kommun och motsvarar från 2016 Hubbo distrikt.
Socknens areal är 24,95 kvadratkilometer, varav 24,90 land. År 2000 fanns här 4 991 invånare. Tätorterna Tillberga och Hökåsen samt sockenkyrkan Hubbo kyrka ligger i socknen. 

## Administrativ historik
Hubbo socken har medeltida ursprung.
Vid kommunreformen 1862 övergick socknens ansvar för de kyrkliga frågorna till Hubbo församling och för de borgerliga frågorna till Hubbo landskommun. Landskommunens inkorporerades 1952 i Tillberga landskommun som 1967 uppgick i Västerås stad som 1971 ombildades till Västerås kommun. Församlingen uppgick 2006 i Tillberga församling.
1 januari 2016 inrättades distriktet Hubbo, med samma omfattning som församlingen hade 1999/2000. 
Socknen har tillhört fögderier, tingslag och domsagor enligt vad som beskrivs i artikeln Siende härad.  De indelta soldaterna tillhörde Västmanlands regemente, Livkompaniet och Livregementets grenadjärkår, Livkompaniet.

## Geografi
Hubbo socken ligger nordost om Västerås kring Badelundaåsen. Socknen har skogsbygd väster om åsen slättbygd öster därom.
I socknens västra del går riksväg 56 mellan Västerås och Sala.

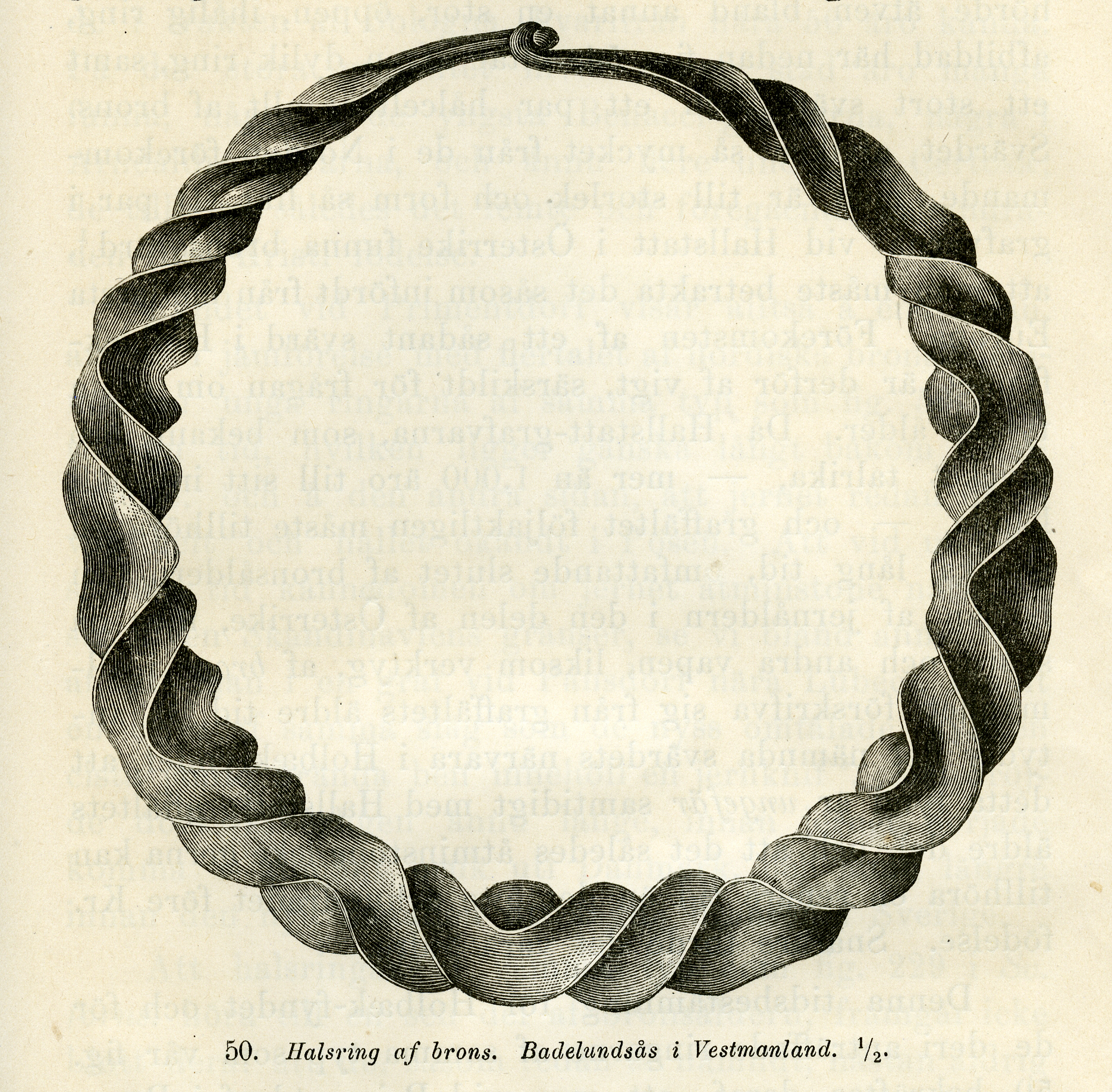
Bronshalsring med omkastad vridning från slutet av bronsåldern. Denna hittades 1875 vid järnvägsbygge genom Badelundaåsen i Hubbo socken.

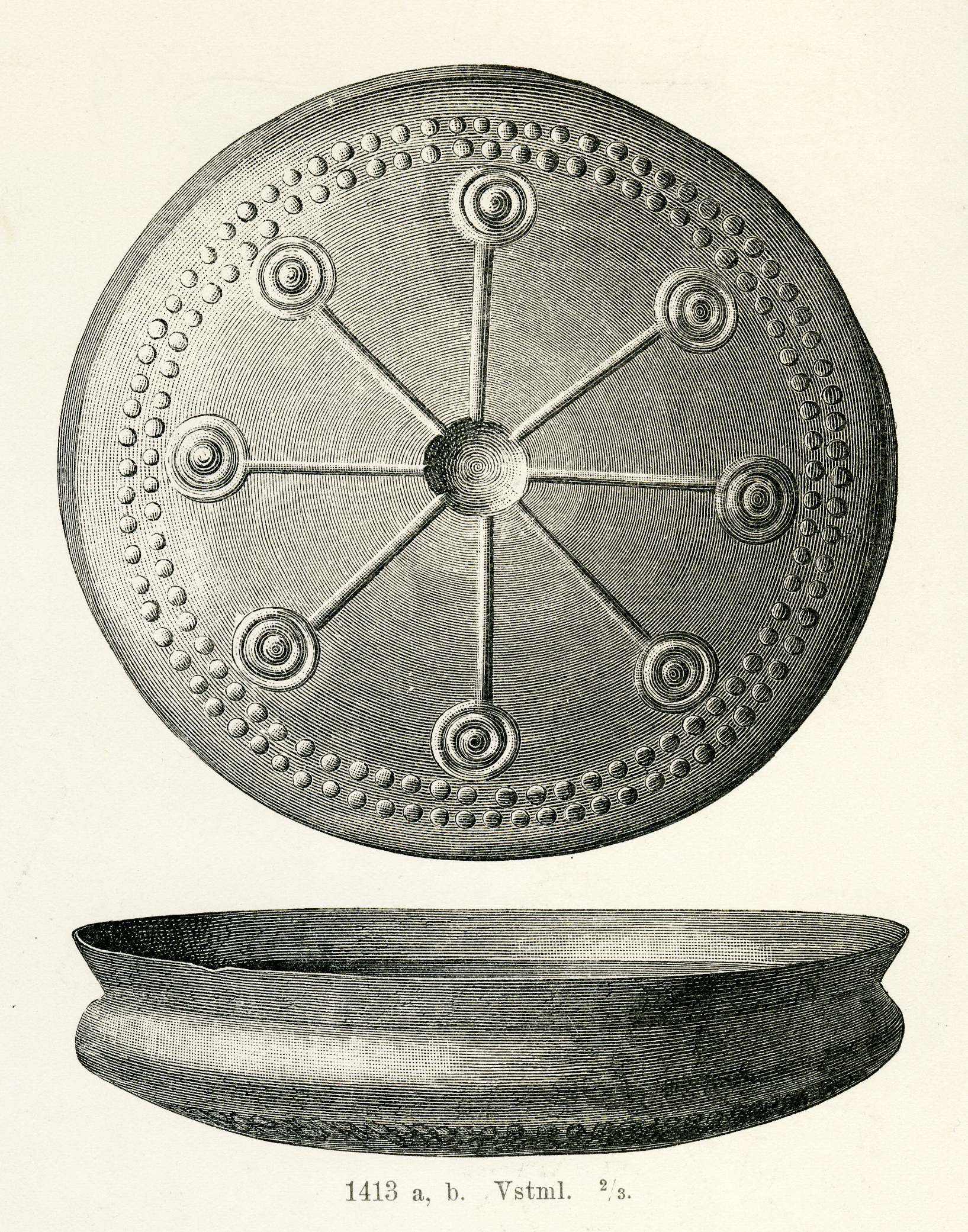
Bältesskål från bronsålderns period V. Hittades även den 1875 vid järnvägsbygge genom Badelundaåsen i Hubbo socken.

## Fornlämningar
Från yngre järnåldern finns vid byarna åtta-nio gravfält. På Badelundaåsen finns två gravfält från äldre järnåldern. Man har även funnit några stensträngar samt en runsten.

## Namnet
Namnet (1368 Hoo, 1400 Hobo) är ett bygdenamn med efterleden bo, ',bygd'. Förleden innehåller ho, 'ho, tråg' syftande på en sänka nordväst om kyrkan.

## Befolkningsutveckling
| Befolkningsutvecklingen i Hubbo socken 1750–1990                                                        | Befolkningsutvecklingen i Hubbo socken 1750–1990 | Befolkningsutvecklingen i Hubbo socken 1750–1990 | Befolkningsutvecklingen i Hubbo socken 1750–1990 | Befolkningsutvecklingen i Hubbo socken 1750–1990 |
| --- | ------------------------------------------------ | ------------------------------------------------ | ------------------------------------------------ | ------------------------------------------------ |
| |                                                  |                                                  |                                                  |                                                  |
| År |                                                  |                                                  | Folkmängd                                        |                                                  |
| 1750 | 1750                                             |                                                  | 423                                              |                                                  |
| 1760 | 1760                                             |                                                  | 400                                              |                                                  |
| 1769 | 1769                                             |                                                  | 501                                              |                                                  |
| 1780 | 1780                                             |                                                  | 468                                              |                                                  |
| 1790 | 1790                                             |                                                  | 451                                              |                                                  |
| 1800 | 1800                                             |                                                  | 446                                              |                                                  |
| 1810 | 1810                                             |                                                  | 480                                              |                                                  |
| 1820 | 1820                                             |                                                  | 521                                              |                                                  |
| 1830 | 1830                                             |                                                  | 418                                              |                                                  |
| 1840 | 1840                                             |                                                  | 511                                              |                                                  |
| 1850 | 1850                                             |                                                  | 502                                              |                                                  |
| 1860 | 1860                                             |                                                  | 524                                              |                                                  |
| 1870 | 1870                                             |                                                  | 454                                              |                                                  |
| 1880 | 1880                                             |                                                  | 541                                              |                                                  |
| 1890 | 1890                                             |                                                  | 645                                              |                                                  |
| 1900 | 1900                                             |                                                  | 740                                              |                                                  |
| 1910 | 1910                                             |                                                  | 879                                              |                                                  |
| 1920 | 1920                                             |                                                  | 1 170                                            |                                                  |
| 1930 | 1930                                             |                                                  | 1 514                                            |                                                  |
| 1940 | 1940                                             |                                                  | 1 714                                            |                                                  |
| 1950 | 1950                                             |                                                  | 2 189                                            |                                                  |
| 1960 | 1960                                             |                                                  | 2 267                                            |                                                  |
| 1970 | 1970                                             |                                                  | 4 127                                            |                                                  |
| 1980 | 1980                                             |                                                  | 5 640                                            |                                                  |
| 1990 | 1990                                             |                                                  | 5 169                                            |                                                  |
| Anm: Källor: Umeå universitet - Tabellverket 1749-1859, Demografiska databasen, CEDAR, Umeå universitet |                                                  |                                                  |                                                  |                                                  |